# Margery Allingham
Pour les articles homonymes, voir Allingham.
Margery Louise Allingham, également connue sous le nom de plume de Maxwell March, née le 20 mai 1904 à Ealing (Londres) et morte le 30 juin 1966 à Colchester (Est-Anglie) est une romancière britannique. Elle est considérée, dans les années 1930 et 1940, comme une figure importante de la littérature policière du whodunit, au même titre que Dorothy L. Sayers et Agatha Christie. Sa création la plus célèbre demeure le personnage d'Albert Campion, détective excentrique qui apparaît dans dix-sept romans et de nombreuses nouvelles.

## Biographie
Margery Allingham vient au monde dans le faubourg d'Ealing, fille aînée d'Emily et Herbert Allingham. Son père est alors propriétaire d'un magazine qui publie des romans de gare, dont les affaires marchent mal. La famille déménage un temps dans un petit village de l'Essex, région qui inspirera considérablement Margery dans l'écriture de ses futurs romans, puis retourne à Londres. Emily et Herbert s'essaient à la littérature populaire, ambition qui passionne la jeune fille. Margery suit sa scolarité dans un collège pour filles de Cambridge et prend aussi des cours de théâtre tout en désirant toujours devenir écrivain. Elle écrit son premier vrai roman, Blackkerchief Dick après la déclaration de guerre.
Dans le Londres d'après-guerre, elle fait toujours du théâtre en amateur et fréquente des milieux bohèmes. C'est là qu'elle rencontre son futur époux, le fils d'une famille d'artistes, Philip Yougman-Carter, écrivain, peintre et rédacteur en chef du journal Tatler. Leur mariage a lieu en septembre 1927. Le jeune couple emménage dans un appartement d'Holborn Street où Philip veille sur les essais littéraires de son épouse dont il réalise parfois les illustrations. Avec Crime à Black Dudley, Margery s'impose en 1929 comme une romancière policière : c'est aussi à l'occasion de ce roman qu'elle crée le personnage d'Albert Campion. Ce dernier sera le héros de toute une lignée d'autres romans très populaires. En 1931, Margery fait l'acquisition d'une maison au cœur du village de Tolleshunt D'Arcy dans l'Essex : d'Arcy House. Elle lui sera dorénavant toujours associée.
Margery Allingham continue d'écrire jusqu'à sa mort, rencontrant toujours un beau succès et utilisant à trois reprises le nom de plume de Maxwell March pour publier des romans sans Albert Campion. Son œuvre n'a cependant pas été traduite intégralement, contrairement à celle de certaines de ses consœurs autrices de romans policiers. Elle passe les dernières années de sa vie dans l'ombre des infidélités de son mari et de la maladie qui la ronge. Elle meurt à d'Arcy House, sa propriété d'East-Anglia, atteinte d'une tumeur incurable.

## Hommage
La bande dessinée Cauchemars ex machina de Thierry Smolderen et Jorge Gonzalez la met en scène, aux côtés d'Ernest Bornemann. 

## Œuvre

### Romans

#### SérieAlbert Campion
1. The Crime at Black Dudley (1929) Publié en français sous le titre Crime à Black Dudley, Bruxelles, Dupuis, coll. « Mi-nuit » no 17, 1967 ; réédition, Paris, Librairie des Champs-Élysées, coll. «  Le Masque » no 2233, 1995 ; réédition dans La Maison des morts étranges et autres aventures d'Albert Campion, Paris, Omnibus, 2010
2. Mystery Mile (1930) Publié en français sous le titre Au cœur du labyrinthe, Paris, Librairie des Champs-Élysées, coll. « Le Masque » no 2265, 1996 ; réédition dans La Maison des morts étranges et autres aventures d'Albert Campion, Paris, Omnibus, 2010
3. Look to the Lady (1931) Publié en français sous le titre Jusqu'à la lie, Paris, Librairie des Champs-Élysées, coll. « Le Masque » no 2355, 1997 ; réédition dans La Maison des morts étranges et autres aventures d'Albert Campion, Paris, Omnibus, 2010
4. Police at the Funeral (1931) Publié en français sous le titre La Maison des morts étranges, Paris, Nouvelle Revue Critique, coll. « L'Empreinte » no 14, 1933 ; réédition, Paris, Garnier, coll. « Les Classiques de l'énigme », 1980 ; réédition, Paris, Librairie des Champs-Élysées, coll. « Le Masque » no 2385, 1998 ; réédition dans La Maison des morts étranges et autres aventures d'Albert Campion, Paris, Omnibus, 2010
5. Sweet Danger (1933)
6. Death of a Ghost (1934) Publié en français sous le titre Mort d'un fantôme, Paris, Gallimard, coll. « Détectives » no 56, 1937 ; réédition, Paris, Librairie des Champs-Élysées, coll. « Le Masque » no 2302, 1996 ; réédition dans Les Mystères du West End et autres aventures d'Albert Campion, Paris, Omnibus, 2012
7. Flowers for the Judge (1936) Publié en français sous le titre Un homme disparaît, Paris, Nouvelle Revue Critique, coll. « L'Empreinte » no 99, 1936 Publié en français sous le titre Des fleurs pour la Couronne, Paris, Librairie des Champs-Élysées, coll. « Le Masque » no 2170, 1994
8. Dancers in Mourning (1937)
9. The Case of the Late Pig (1937)
10. The Fashion in Shrouds (1938) Publié en français sous le titre La mode est au linceul, Paris, Librairie des Champs-Élysées, coll. « Le Masque » no 2147, 1993 ; réédition, Les Mystères du West End et autres aventures d'Albert Campion, Paris, Omnibus, 2012
11. Traitor's Purse (1941) Publié en français sous le titre Les Deniers du traître, Paris, Heineman & Zsolnay, 1944 ; réédition dans Les Mystères du West End et autres aventures d'Albert Campion, Paris, Omnibus, 2012
12. Coroner's Pidgin (1945)
13. More Work for the Undertaker (1949) Publié en français sous le titre Cercueils et cie, Paris, Éditions Baker Street, 2010
14. The Tiger in the Smoke (1952) Publié en français sous le titre La Nuit du tigre, Paris, Éditions L'Âge d'Homme, 1995 ; réédition dans Les Mystères du West End et autres aventures d'Albert Campion, Paris, Omnibus, 2012
15. The Beckoning Lady (1955)
16. Hide my Eyes (1958) Publié en français sous le titre Il n'est pire sourd..., Bruxelles, Dupuis, coll. « Mi-nuit » no 3, 1966 ; réédition, Paris, Librairie des Champs-Élysées, coll. « Le Masque » no 2382, 1998 ; réédition dans Les Mystères du West End et autres aventures d'Albert Campion, Paris, Omnibus, 2012
17. The China Governess (1962)
18. The Mind Readers (1965) Publié en français sous le titre Les Détecteurs de pensée, Paris, L'Âge d'Homme, 1995
19. Cargo for Eagles (1968) - roman inachevé, complété par Philip Youngman Carter
20. Mr Campion's Farthing (1969) - synopsis inachevé, roman écrit par P.Y. Carter
21. Mr Campion's Falcon (1970) - roman par P.Y. Carter mettant en vedette les personnages de M. Allingham

#### Autres romans et ouvrages
- Blackkerchief Dick (1923)
- The White Cottage Mystery (1928)
- Black Plumes (1940)
- The Oaken Heart (1941)
- Dance of the Years (1943)
- Deadly Two (1949) - deux courts romans
- No Love Lost (1954) - deux courts romans
- The Darings of the Red Rose (1995) - publié à l'origine de façon anonyme - nouvelle publication posthume signée Margery Allingham

#### Romans signés Maxwell March
- Other's Man Danger ou The Man of Dangerous Secrets [États-Unis] (1933)
- Rogue's Holiday (1935)
- The Shadow in the House (1936)

### Nouvelles

#### Nouvelles de la sérieAlbert Campion
- The White Elephant ou The Case of the White Elephant (1936) Publié en français sous le titre L'Affaire de l'éléphant blanc, Paris, Fayard, Le Saint détective magazine no 60, février 1960
- The Borderline Case (1937)
- The Old Man in the Window (1936) Publié en français sous le titre Le Vieil Homme à la fenêtre, Paris, Fayard, Le Saint détective magazine no 31, septembre 1957
- The Case of the Man with the Sack (1937)
- The Case of the Pro and the Con ou The Pro and the Con (1937)
- The Case of the Widow ou The Widow (1937) Publié en français sous le titre L'Affaire de la "veuve", Paris, Fayard, Le Saint détective magazine no 59, janvier 1960
- The Danger Point (1937) Publié en français sous le titre La Disparition de la châtelaine, Paris, Opta, Mystère magazine no 55, août 1952
- The Definite Article (1937)
- The Case of the Question Mark ou The Question Mark (1938) Publié en français sous le titre Le Point d'interrogation, Paris, Opta, Mystère magazine no 21, octobre 1949
- The Case of the Name on the Wrapper ou The Name on the Wrapper (1938)
- The Case of the Frenchman's Gloves ou The Frenchman's Gloves (1938)
- The Case of the Longer View ou The Longer View ou The Crimson Letters (1938)
- The Case of the Hat Trick ou The Hat Trick ou The Magic Hat (1938) Publié en français sous le titre Le Chapeau magique, Paris, Opta, Mystère Magazine no 27, juillet 1963 ; réédition dans Histoires d'arnaqueurs, Paris, Pocket no 3224, 1989 ; réédition dans La Maison des morts étranges et autres aventures d'Albert Campion, Paris, Omnibus 2010
- The Case is Altered (1938)
- The Dog Day ou The Chocolate Dog ou Here Today... (1939)
- The Meaning of the Act (1939) Publié en français sous le titre Chanson de gestes, Paris, Opta, Mystère magazine no 31, août 1950 ; réédition dans La Maison des morts étranges et autres aventures d'Albert Campion, Paris, Omnibus, 2010
- Safe As Houses (1940) Publié en français sous le titre La Maison fantôme, Paris, Opta, Mystère magazine no 24, janvier 1950 ; réédition dans La Maison des morts étranges et autres aventures d'Albert Campion, Paris, Omnibus, 2010
- A Matter of Form (1940) Publié en français sous le titre La Bonne Formule, Paris, Opta, Mystère magazine no 37, février 1951 ; réédition dans La Maison des morts étranges et autres aventures d'Albert Campion, Paris, Omnibus, 2010
- The Unseen Door ou The Invisible Killer (1945)
- Mr. Campion's Lucky Day ou Dead Man's Evidence (1945)
- Face Value (1949) Publié en français sous le titre Un physionomiste, Paris, Opta, Mystère magazine no 320, octobre 1974
- One Morning They'll Hang Him ou As the Sun Went Down (1950)
- On Christmas Day in the Morning (1950) Publié en français sous le titre Par un matin de Noël, Paris, Opta, Mystère magazine no 84, janvier 1955 ; réédition dans Noëls rouges, Paris, Julliard, coll. « La Bibliothèque criminelle », 1989
- Tall Story ou Very Tall Story ou Reach for it! (1954)
- Mother Knows Best ou Mum Knows Best ou First Time Lucky (1954)
- The Man Who Utterly Vanished ou Joke Over (1954)
- The Curious Affair in Nut Row (1955)
- The Neatest Trick of the Mouth ou Little Miss Konw-All (1959)
- Family Affair ou The Villa Marie Celeste ou Clue on the Washing Line (1960)
- Murder on the Mistletoe ou The Snapdragon and the C.I.D. (1961) Publié en français sous le titre Le Sang répandu sous le gui, Paris, Opta, L'Anthologie du Mystère no 9, septembre 1966 ; réédition dans Petits crimes de Noël, Paris, Éditions du Masque, 1999
- Mr. Campion's Lady (1965), nouvelle parue sous le titre A Word in Season sans Campion, puis réécrite avec le héros sous le présent titre.
- The Black Tent (1987), publication posthume

#### Autres nouvelles
- The Wind Glass (1924)
- The Wisdom of Esdras (1924)
- The Barbarian (1924)
- The Darings of the Red Rose (1930)
- The Mystery Man of Soho ou A Quarter of a Million (1933)
- The Sexton's Wife (1934)
- The Wink (1934)
- The Same to Us (1934) Publié en français sous le titre Tous les mêmes, Paris, Opta, Mystère magazine no 52, mai 1952
- They Never Get Caught ou  Formula for Murder (1934) Publié en français sous le titre Ceux-là ne se feront jamais prendre, Paris, Opta, L'Anthologie du Mystère no 1, 1961
- The Perfect Butler (1935)
- Jubilee for Two! (1935)
- It Didn't Work Out (1936)
- Bird Thou Never Wert (1936)
- The Lieabout (1936)
- He Was Asking after You (1936)
- 'This Not Hereafter (1937)
- She Heard It on the  Radio (1937)
- The Correspondents (1937)
- He Preferred Them Sad (1937)
- The Pionneers (1937)
- Sweet and Low (1938)
- The Mistress in the House (1938)
- Funny-Face Horse (1938)
- Publicity (1939)
- A Proper Mystery (1942)
- Evidence in Camera (1949) Publié en français sous le titre Le Témoin "objectif", Paris, Opta, Mystère magazine no 44, septembre 1951
- Last Act ou Last Act of Murder (1949)
- The Patient at Peacocks Hall (1951)
- The Day of the Demon (1951)
- The Old Lady and the Voice (1952)
- The Kernel of Thruth (1954)
- The Great London Jewel Robbery ou The Doctor Silver Plate ou Is There a Doctor in the House? ou The Felony at Mr. Mevagissy’s (1955)
- Bluebeard's Bathtub ou Bubble Bath Nr. 3 ou There is a Lucky Number (1956) Publié en français sous le titre Bain de mousse no 3, Paris, Opta, Mystère magazine no 235, août 1967
- Catching at Straws ou The Mind's Eye Mystery ou The Open Verdict (1957)
- Money to Burn ou The Psychogist ou The End of the Rope ou For Love or Money (1957) Publié en français sous le titre Histoire de billets, dans Les Reines du crime, Paris, Presses de la Cité, 2002 ; réédition, Paris, Pocket no 12345, 2006
- Happy Christmas (1962)
- It's All Part of the Service ou All Part of the Service ou The Lying-in-State ou The Lying-in-State Affair (1965)
- The Beauty King (1969), publication posthume
- The Secret ou A Dramatic Conversation (1973), nouvelle de jeunesse publiée à titre posthume
- Once in a Lifetime (1989), publication posthume

#### Recueil de nouvelles de la sérieAlbert Campion
- Mr. Campion : Criminologist (1937)
- Mr Campion and Others (1939)
- The Casebook of Mr Campion (1947)
- The Mysterious Mr. Campion (1963)
- The Return of Mr Campion (1989) - anthologie posthume

#### Autres recueil de nouvelles
- Wanted : Someone Innocent (1946)
- The Allingham Case Book (1969) - anthologie posthume
- The Allingham Minibus (1973) - anthologie posthume

### Théâtre
- Dido and Aeneas (1922)
- Water in a Sleeve (1925)

### Pièce radiophonique
- Room to Let : A Radio Play (1999) - pièce radiophonique posthume

### Autobiographie
- The Oaken Heart (1941)

## Sources
- Claude Mesplède (dir.), Dictionnaire des littératures policières, vol. 1 : A - I, Nantes, Joseph K, coll. « Temps noir », 2007, 1054 p. (ISBN 978-2-910-68644-4, OCLC 315873251), p. 347-348.